# Club Deportivo Dénia
Maillots
Le Club Deportivo Dénia est un club espagnol de football basé à Dénia (province d'Alicante).

## Histoire
Le club évolue pendant cinq saisons en Segunda División B (troisième division), de 2007 à 2012. Il obtient son meilleur classement en Segunda División B lors de la saison 2009-2010, où il se classe 5e du Groupe III, avec 17 victoires, 13 matchs nuls et 8 défaites.
Le club atteint les seizièmes de finale de la Copa del Rey lors de la saison 2007-2007, en étant battu par le FC Séville.